# Dream Part.01
Dream Part.01 è il quarto EP della boy band sudcoreana Astro, pubblicato nel 2017.

## Tracce
1. Dreams Come True – 3:32
2. Baby – 3:22
3. You Smile (니가 웃잖아) – 3:27
4. Because It's You (너라서) – 3:42
5. Dream Night – 3:15
6. I'll Be There – 3:06
7. Lie (다 거짓말) – 3:21
8. Every Minute – 3:22